# Chiesa dei Santi Pietro e Paolo (Matera)
La chiesa dei Santi Pietro e Paolo, popolarmente nota come chiesa di San Pietro Caveoso, è un luogo di culto cattolico di Matera, originariamente della fine del XIII secolo.

## Storia
La sua costruzione dell'attuale chiesa risale al 1218. La chiesa originaria era scavata nel costone roccioso che dalla sommità, su cui sorge la Madonna dell'Idris, scendeva fino alla piazza le cui dimensioni erano molto più ridotte rispetto ad oggi. Della chiesa rupestre sono rimaste solo alcune tracce nella navata laterale destra, dove attualmente c'è una nicchia con la statua di San Giovanni da Matera. L'edificio ha subito modifiche e ristrutturazioni nel corso dei secoli con la perdita di molte delle caratteristiche costruttive originali. Nel XVII secolo la chiesa venne ristrutturata totalmente con l'aggiunta dell'attuale facciata e la costruzione del campanile, mentre l'interno venne ingrandito con l'aggiunta di cappelle laterali e sostituendo l'originario soffitto ligneo a capriate con un tetto di tufo.
Nel 1706 la chiesa fu riconsacrata, come indicato su una lapide, e fu ancora modificata: fu aggiunta la cuspide sul campanile, l'interno fu rivestito con stucchi e decorazioni e fu posto un controsoffitto ligneo sotto il tetto in tufo.

## Descrizione

### Esterno
La barocca facciata a salienti presenta, nella parte inferiore, tre portali con semplice cornice sulla parte superiore. Sopra ognuno di essi, si aprono altrettante nicchie semicircolare contenenti statue; esse raffigurano: la Madonna del Confalone o De vexillo (sopra il portale centrale), San Paolo apostolo (sopra il portale di destra) e San Pietro Apostolo (sopra il portale di sinistra). Le due nicchie laterali sono a loro volta sormontate da una finestra rettangolare ciascuna; quella centrale, invece, è affiancata da due monofore con arco a tutto sesto e sormontata da un rosone circolare.
Alla sinistra della facciata si erge il campanile, su tre ordini; tra il secondo e il terzo ordine, si trova un ballatoio con balaustra scolpita con motivi geometrici. Il campanile termina con una cuspide piramidale, alla base più stretta rispetto al campanile.

### Interno
La navata centrale di tufo è nascosta dalla controsoffittatura di tavoloni in legno, ornati da pitture che rappresentano Cristo che affida il futuro della Chiesa a san Pietro, Madonna del Confalone e Conversione di san Paolo. Nei medaglioni: San Giovanni da Matera, San Donato e gli angeli e, in corrispondenza dell'altare maggiore, Incoronazione della Vergine.
In origine erano presenti otto cappelle laterali, quattro a sinistra e quattro a destra. Queste ultime sono state distrutte per fare posto alla costruzione dell'oratorio e ed un arco di passaggio per l'accesso carrabile alle spalle dei rioni Malve-Casalnuovo lungo il ciglio superiore della Gravina di Matera.
La navata centrale termina con un altare ligneo settecentesco, opera dell'intagliatore barese Onofrio Sforza, dominato da un polittico in legno datato intorno al 1540, opera di un anonimo pittore materano, raffigurante la Madonna con Bambino tra i santi Pietro e Paolo; sulla predella è raffigurata l'Ultima Cena; nella parte superiore la raffigurazione dell'Eterno.
Tra le quattro cappelle a sinistra, la prima è dedicata alla Vergine Addolorata, con volta a crociera e scarsissime tracce di affresco presumibilmente del XV secolo; ospita una tela seicentesca con la Pietà del pittore Alessandro Fracanzano, databile tra secondo e terzo decennio, che riprende nella composizione e nei modi pittorici lo stesso soggetto di Palma il Giovane oggi nell'Episcopio di Monopoli.
Nella seconda cappella, attualmente del SS. Sacramento, sotto la copertura di stucchi settecenteschi, sono riapparsi, dopo i restauri, due gruppi di affreschi seicenteschi eseguiti da Martino Deghello.
La terza cappella è dedicata a sant'Antonio ed ospita un altare decorato da sei pannelli in tufo, a bassorilievo, datato 1531 ed eseguito probabilmente da Altobello Persio. A destra ed a sinistra due dipinti seicenteschi raffiguranti una Madonna del Rosario e San Vincenzo Ferreri.
L'ultima cappella attualmente ospita il fonte battesimale del XIII secolo, decorato con bassorilievi, rivelati dai restauri che lo hanno liberato dallo strato di stucco aggiunto nel corso dei secoli. Ci si conservano inoltre affreschi seicenteschi di santi, tra cui San Francesco da Paola e San Domenico, e parte di un bassorilievo ligneo probabilmente cinquecentesco che rappresenta Dio Padre benedicente.
Sulla destra sono presenti tre nicchie nelle quali sono presenti le statue di San Leonardo, la madonna del Confalone o De vexillo, e San Giovanni da Matera.